# Majuelo (viña)

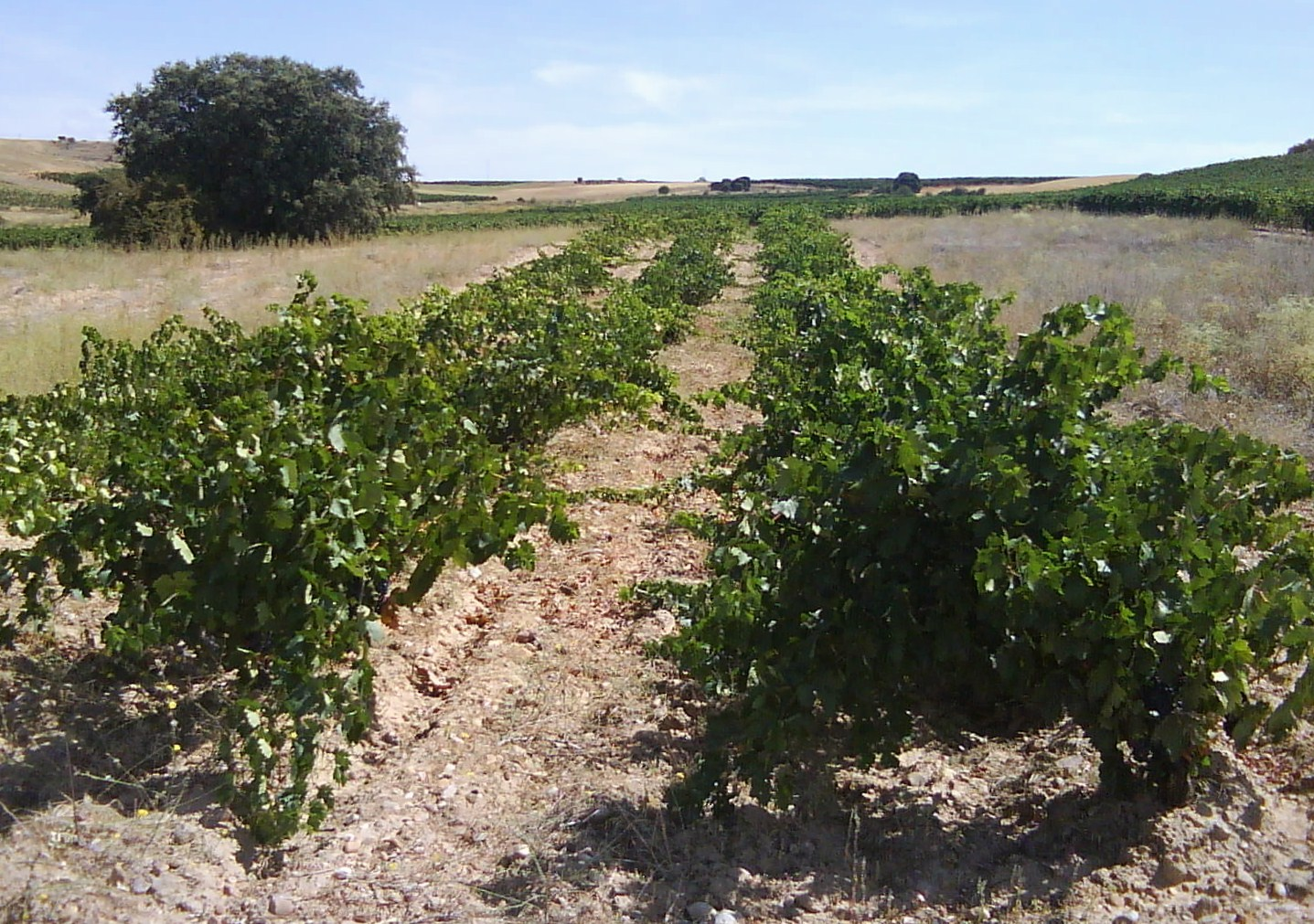
Majuelo en Fuentelisendo, España.

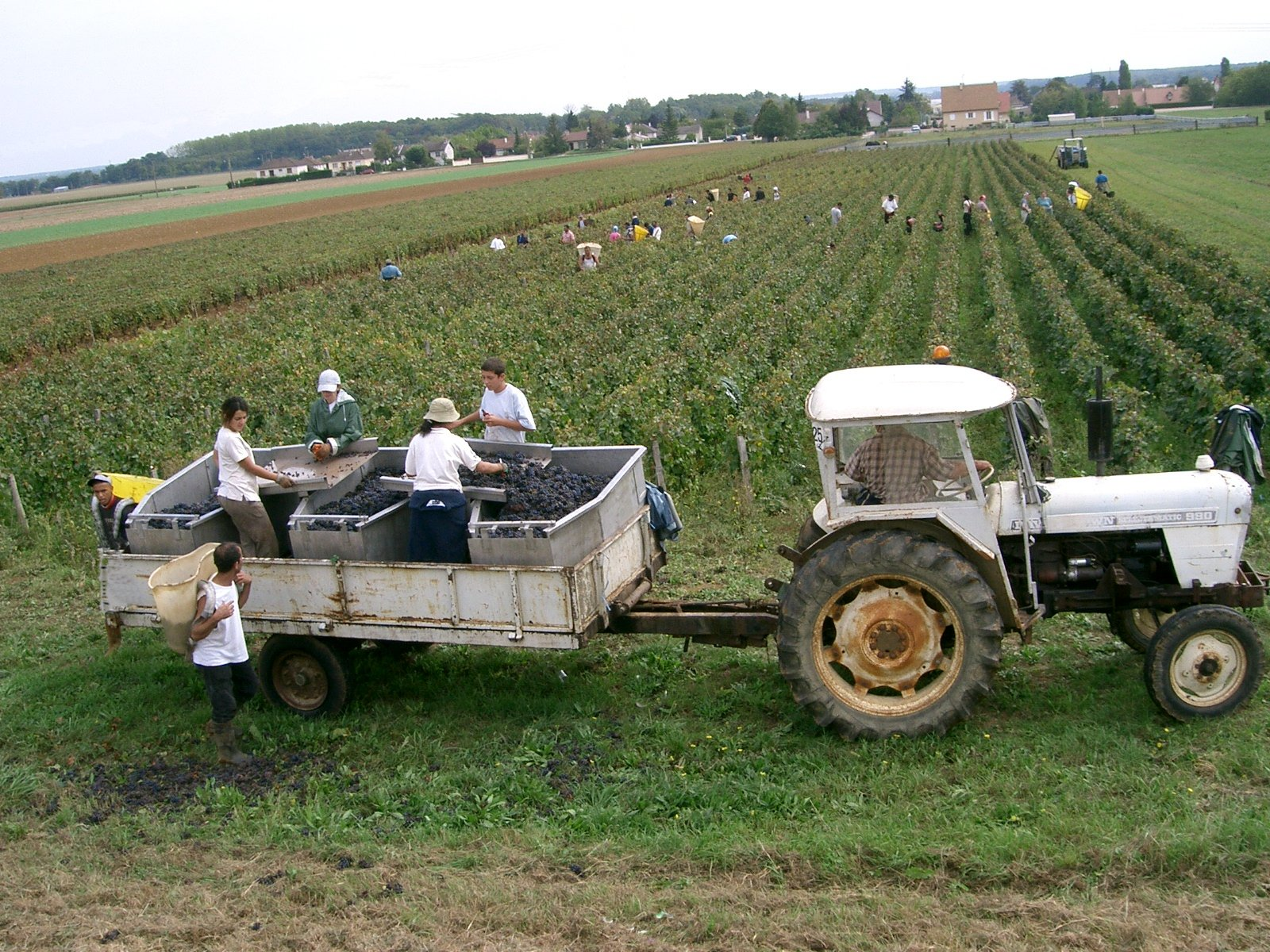
Recogida de la uva en un majuelo de Borgoña, Francia.

Majuelo es el terreno dedicado al cultivo de la cepa, también conocida como vid. Se suele dividir en bancales, de forma que se facilita la vendimia o recogida de la uva. Este trabajo se realiza cuando el fruto cuenta con un grado óptimo de maduración, y esta estimación la hace un enólogo.
Por extensión del término, en ocasiones también se denomina así a la viña nueva plantada en un terreno roturado y que ya da fruto.